# 南川機場
南川機場是重慶市的一個機場，位於南川。

## 历史
民國22年(1933年)，中國和義大利合作在江西南昌建立一座飛機製造廠，抗戰爆發後遷往四川省南川縣，命名為第二飛機製造廠。美國空軍先後在四川的成都(鳳凰山)、重慶(白市驛、廣陽壩)、大足、南川等機場駐紮。